# Max von Prittwitz
Max(imilian) Wilhelm Gustav Moritz von Prittwitz und Gaffron, född 27 november 1848 i Bernstadt an der Weide, provinsen Schlesien, död 29 mars 1917 i Berlin, var en tysk (preussisk) militär.

## Uppväxt och tidig karriär
Max von Prittwitz tillhörde en mycket gammal adelssläkt från Schlesien. Hans far var preussisk general. Max gick i sin fars fotspår och blev infanteriofficer. Han deltog i det preussisk-österrikiska kriget 1866 och det fransk-tyska 1870-71. 1901 blev von Prittwitz befälhavare för 8:e divisionen, en post han skulle ha till 1906. 1913 blev han utnämnd till generalöverste.

## Första världskriget
Vid första världskrigets utbrott 1914 tog Prittwitz befäl över den tyska åttonde armén. Den hade som uppgift att försvara Ostpreussen medan de sju resterande tyska arméerna anföll Frankrike. Genom flygspaning fick Prittwitz god kontroll över var de ryska arméerna befann sig under uppmarschen. Ostpreussen anfölls från öster av Paul von Rennenkampfs första armé och från söder av Alexander Samsonovs andra armé. Rennenkampf var snabbare än Samsonov så Prittwitz kunde koncentrera merparten av trupperna för att möta första armén. 17 augusti slogs ett begränsat ryskt anfall mot Stallupönen tillbaka. Tre dagar senare vann ryssarna en viktig seger vid Gumbinnen. Prittwitz förlorade fattningen och planerade att dra tillbaka 8:e armén väster om Weichsel. Generalstabschefen Helmuth von Moltke d.y. ansåg att det var en felaktig åtgärd och att von Prittwitz inte var rätt man för jobbet. Moltke utsåg Paul von Hindenburg till ny arméchef och Erich Ludendorff till hans stabschef. Prittwitz deltog inte mer i kriget.